# Christopher Prout, Baron Kingsland

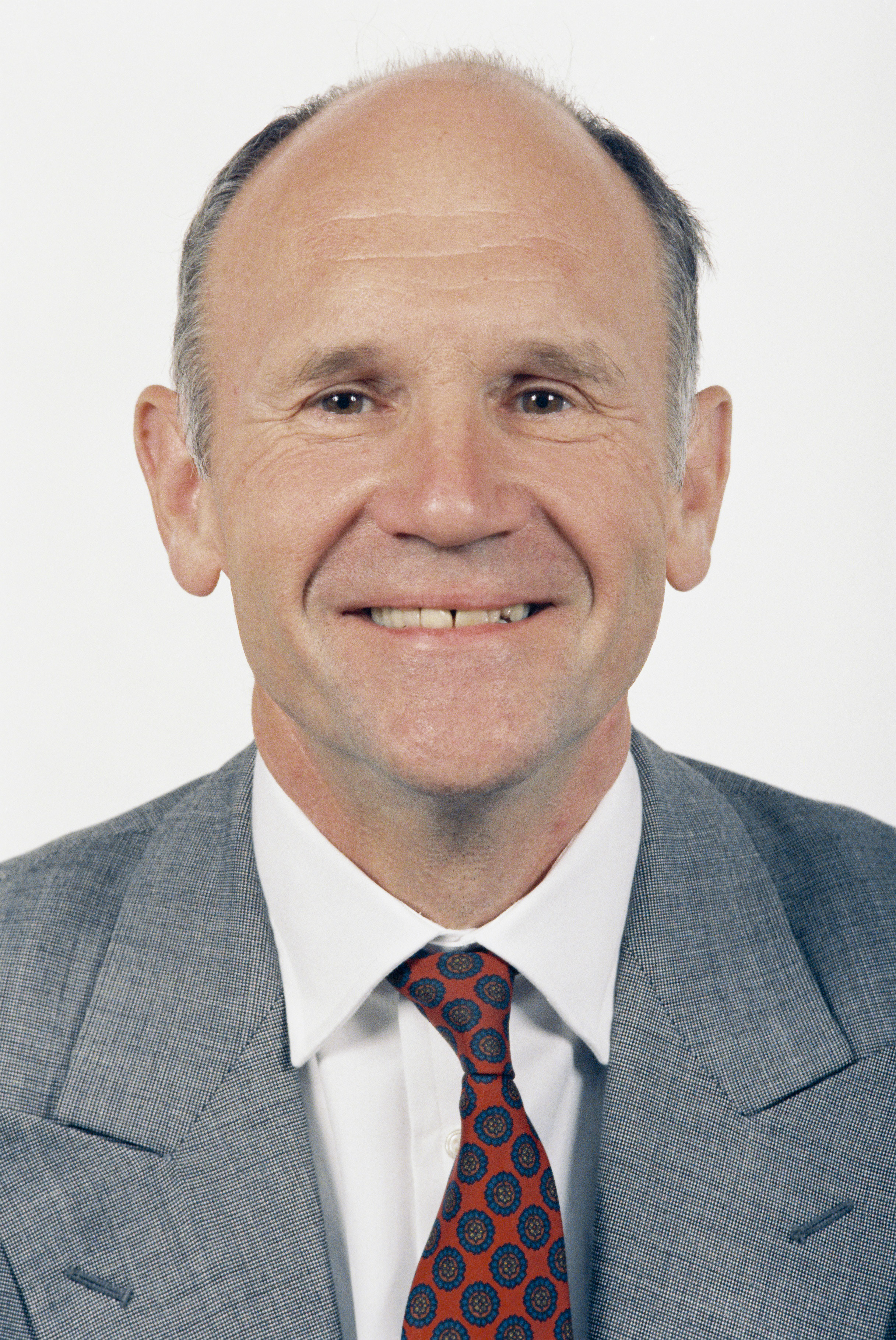
Christopher Prout, Baron Kingsland, 1989

Christopher James Prout, Baron Kingsland, Kt TD PC QC DL (* 1. Januar 1942; † 12. Juli 2009) war ein britischer Politiker (Conservative Party) und Rechtsanwalt.

## Leben und Karriere
Prout wurde am 1. Januar 1942 als Sohn von Lucy und Frank Prout geboren. Er besuchte die Sevenoaks School in Kent und studierte an der Universität Manchester und am Queen’s College der Universität Oxford, wo er den Doktorgrad der Philosophie (D.Phil.) erwarb. 1972 wurde er am Middle Temple als Barrister zugelassen. Von 1966 bis 1969 arbeitete er bei der Internationalen Bank für Wiederaufbau und Entwicklung und von 1969 bis 1979 als Dozent an der Sussex University in Brighton. 1988 wurde er zum Kronanwalt (Queen’s Counsel) ernannt.
Er trat 1975 als Second Lieutenant der 16th/5th The Queen’s Royal Lancers in eine Panzereinheit der Territorial Army ein, erreichte dort den Rang eines Major und wurde 1987 mit der Territorial Decoration (TD) ausgezeichnet.
1979 wurde er als Abgeordneter für Shropshire und Staffordshire ins Europäische Parlament gewählt. Von 1987 bis 1992 war er Vorsitzender der Europäischen Demokraten und von 1987 bis 1994 Vorsitzender der Tory-Gruppe im EP. Den Sitz im Europäischen Parlament hielt er bis 1994. Im Rahmen der New Year Honours wurde er 1990 als Knight Bachelor geadelt und wurde am 7. Oktober 1994 als Baron Kingsland, of Shrewsbury in the County of Shropshire, zum Life Peer erhoben. Im gleichen Jahr wurde er ins Privy Council aufgenommen. 1997 wurde er zum Schatten-Lordkanzler ernannt.
Von 1997 bis zu seinem Tod war er ein Deputy Lieutenant von Shropshire. Seit 2004 war er Vorsitzender der Jersey Competition Regulatory Authority.
Prout starb am 12. Juli 2009 im Alter von 67 Jahren an einer Lungenembolie. Er hinterließ seine Witwe Carolyn und drei Stiefkinder.